# Cerezo Osaka
Cerezo Osaka (セレッソ大阪 Seresso Ōsaka) là một câu lạc bộ bóng đá Nhật Bản thi đấu tại J. League. Tên Cerezo có nghĩa là hoa anh đào trong tiếng Tây Ban Nha. Câu lạc bộ đóng quân ở Thành phố Osaka và thành phố Sakai.

## Lịch sử
Đội bóng ban đầu được gọi là Yanmar Diesel, được thành lập vào năm 1957 bởi nhóm nhân viên 14 người của Yanmar họ là một thành viên ban đầu của giải Japan Soccer League. Họ 4 lần giành chức vô địch bóng đá Nhật Bản, là thành viên nòng cốt của JSL Hạng 1 cho tới khi họ xuống hạng lần đầu năm 1990, họ tham gia Japan Football League cũ mùa mở đầu năm 1992.
Năm 1993, thành lập Công ty TNHH Câu lạc bộ bóng đá Osaka và có tên Cerezo sau một cuộc tranh luận công khai. Năm 1994, họ giành chức vô địch JFL va thăng hạng J.League năm 1995. Cũng trong năm đó họ lọt vào chung kết Cúp Hoàng đế, nhưng đã để thua đối thủ lâu năm Bellmare Hiratsuka.
Năm 2001, họ cán đích ở vị trí cuối cùng và xuống hạng J2 league. Họ nhanh chóng giành được vị trí thứ hai mùa 2002 và trở lại J1 năm 2003.
Mùa 2005 họ gần như đã chạm tay vào chức vô địch J.League, đứng đầu đến tận vòng đấu cuối cùng. Trong trận đấu cuối, họ dẫn trước F.C. Tokyo trong phần lớn thời gian trận đấu và đang hướng tới chức vô địch. Tuy nhiên, Tokyo san hòa ở phút 90, với một điểm ít hơn họ xếp ở vị trí thứ 5. Đối thủ cùng thành phố Gamba Osaka, giành chức vô địch năm đó. Cerezo trở lại J2 mùa 2007 sau khi đứng áp chót 2006. Năm 2009 họ lên hạng và trở lại giải đấu cao nhất.  Năm 2014 câu lạc bộ kết thúc ở vị trí thứ 17 và sẽ thi đấu tại J2 mùa 2015.
Ngày 26 tháng 7 năm 2013, Cerezo Osaka thi đấu trận giao hữu với Manchester United.  Kết quả hòa 2-2.

## Màu áo
Cerezo sử dụng áo màu hồng, giống như loài hoa anh đào ở thành phố của họ. Màu sắc kết hợp đã có màu xanh dương và đen. Năm nay, màu sắc đồng nhất của họ là màu hồng với màu xanh dương (nhà) và màu trắng với sọc xanh dương (khác) cho các cầu thủ, đen (nhà) và màu hồng với xanh dương (khách) dành cho thủ môn.
Khi còn thi đấu dưới cái tên Yanmar Diesel cuối những năm 1970 đến giữa những năm 1980 họ màu áo toàn đỏ như Liverpool F.C.

## Sân vận động
Trụ sở của câu lạc bộ là ở Osaka, và Sakai, Nhật Bản. Đội thi đấu trên Sân vận động Kincho, với một vài trận đấu lớn sẽ thi đấu tại Sân vận động Yanmar Nagai.
Đội tập luyện tại Minamitsumori Sakura Sports Park, Maishima Sports Island, và Amagasaki Yanmar Diesel Ground.

## Linh vật
Linh vật chính của đội là một chú sói có tên Lobby.
Tên đầy đủ là Noble Valiente Hache Lobito de Cerezo, có thể tạm dịch là "một chú sói quý tộc và can đảm đến từ gia đình Cerezo".
Linh vật khác là Madame Lobina, mẹ của Lobby, hỗ trợ cho con trai cổ vũ Cerezo Osaka cuồng nhiệt trong rất nhiều trận. Tên đầu đủ là Elegante Esplendida Madame Lobina de Cerezo, có thể được dịch là "quý bà sói thanh lịch và lộng lẫy đến từ gia đình Cerezo".

## Đối thủ
Đối thủ lớn nhất của Cerezo là đội bóng cùng thành phố Gamba Osaka. Những trận đấu với Gamba tạo nên trận derby Osaka.

## Kết quả tại J. League
| Giải vô địch | Giải vô địch | Giải vô địch | Giải vô địch | Giải vô địch | Giải vô địch  | Giải vô địch | Giải vô địch | Giải vô địch | Giải vô địch | Giải vô địch | Giải vô địch | Giải vô địch | J.League Cup | Cúp Hoàng đế | ACL         |
| Mùa giải     | Hạng đấu     | Số đội       | Thứ hạng     | St           | T (OTW / PKW) | H            | B (OTL/PKL)  | BT           | BB           | HS           | Đ            | Khán giả     | J.League Cup | Cúp Hoàng đế | ACL         |
| ------------ | ------------ | ------------ | ------------ | ------------ | ------------- | ------------ | ------------ | ------------ | ------------ | ------------ | ------------ | ------------ | ------------ | ------------ | ----------- |
| 1995         | J1           | 14           | thứ 8        | 52           | 25 (0 / 0)    | -            | 11 (0 / 2)   | 43           | 44           | -1           | 41           | 12.097       | –            | Vòng Hai     | –           |
| 1996         | J1           | 16           | thứ 13       | 30           | 10            | -            | 20           | 38           | 56           | -18          | 30           | 8.229        | Vòng bảng    | Vòng Bốn     |             |
| 1997         | J1           | 17           | thứ 11       | 32           | 13 (1 / 2)    | -            | 10 (5 / 1)   | 53           | 56           | -3           | 43           | 9.153        | Vòng bảng    | Vòng Bốn     | –           |
| 1998         | J1           | 18           | thứ 9        | 34           | 14 (1 / 0)    | -            | 17 (1 / 1)   | 56           | 79           | -23          | 44           | 9.864        | Vòng bảng    | Vòng Ba      | –           |
| 1999         | J1           | 16           | thứ 6        | 30           | 15 (4 / 0)    | -            | 10 (1 / 0)   | 64           | 45           | 19           | 53           | 10.216       | Vòng Hai     | Vòng Bốn     | –           |
| 2000         | J1           | 16           | thứ 5        | 30           | 14 (3 / 0)    | -            | 11 (2 / 0)   | 54           | 49           | 5            | 48           | 13.548       | Vòng Hai     | Tứ kết       | –           |
| 2001         | J1           | 16           | thứ 16       | 30           | 5 (3 / 0)     | 2            | 18 (0 / 0)   | 41           | 70           | -29          | 21           | 11.857       | Vòng Một     | Chung kết    | –           |
| 2002         | J2           | 12           | thứ 2        | 44           | 25            | 12           | 7            | 93           | 53           | 40           | 87           | 7.952        | –            | Vòng Bốn     | –           |
| 2003         | J1           | 16           | thứ 9        | 30           | 12            | 4            | 14           | 55           | 56           | -1           | 40           | 13.854       | Vòng bảng    | Chung kết    | –           |
| 2004         | J1           | 16           | thứ 15       | 30           | 6             | 8            | 16           | 42           | 64           | -22          | 26           | 14.323       | Vòng bảng    | Vòng Bốn     | –           |
| 2005         | J1           | 18           | thứ 5        | 34           | 16            | 11           | 7            | 48           | 40           | 8            | 59           | 17.648       | Tứ kết       | Bán kết      | –           |
| 2006         | J1           | 18           | thứ 17       | 34           | 6             | 9            | 19           | 44           | 70           | -26          | 27           | 13.026       | Tứ kết       | Vòng Bốn     | –           |
| 2007         | J2           | 13           | thứ 5        | 48           | 24            | 8            | 16           | 72           | 55           | 17           | 80           | 6.627        | –            | Vòng Bốn     | –           |
| 2008         | J2           | 15           | thứ 4        | 42           | 21            | 6            | 15           | 81           | 60           | 21           | 69           | 10.554       | –            | Vòng Bốn     | –           |
| 2009         | J2           | 18           | thứ 2        | 51           | 31            | 11           | 9            | 100          | 53           | 47           | 104          | 9.912        | –            | Vòng Hai     | –           |
| 2010         | J1           | 18           | thứ 3        | 34           | 17            | 10           | 7            | 51           | 31           | 20           | 61           | 15.026       | Vòng bảng    | Vòng Bốn     | –           |
| 2011         | J1           | 18           | thứ 12       | 34           | 11            | 10           | 13           | 67           | 53           | 14           | 43           | 14.145       | Tứ kết       | Bán kết      | Tứ kết      |
| 2012         | J1           | 18           | thứ 14       | 34           | 11            | 9            | 14           | 47           | 53           | -6           | 42           | 16.815       | Tứ kết       | Tứ kết       | –           |
| 2013         | J1           | 18           | thứ 4        | 34           | 16            | 11           | 7            | 53           | 32           | 21           | 59           | 18.819       | Tứ kết       | Vòng Bốn     | –           |
| 2014         | J1           | 18           | thứ 17       | 34           | 7             | 10           | 17           | 36           | 48           | -12          | 31           | 21.627       | Tứ kết       | Tứ kết       | Vòng 16 đội |
| 2015         | J2           | 22           | thứ 4        | 42           | 18            | 13           | 11           | 57           | 40           | 17           | 67           | 12.232       | –            | Vòng Một     | –           |
| 2016         | J2           | 22           | thứ 4        | 42           | 23            | 9            | 10           | 62           | 46           | 16           | 78           | 12.509       | –            | Vòng Ba      | –           |
| 2017         | J1           | 18           | thứ 3        | 34           | 19            | 6            | 9            | 64           | 43           | 22           | 63           | 20.970       | Vô địch      | Vô địch      | –           |
| 2018         | J1           | 18           | thứ 7        | 34           | 13            | 11           | 10           | 39           | 38           | 1            | 50           | 18.542       | Tứ kết       | Vòng Bốn     | Vòng bảng   |
| 2019         | J1           | 18           | thứ 5        | 34           | 18            | 5            | 11           | 39           | 29           | 14           | 59           | 21.518       | Play-off     | Vòng Bốn     | –           |
| 2020 †       | J1           | 18           | thứ 4        | 34           | 18            | 6            | 10           | 46           | 37           | 9            | 60           | 7.014        | Tứ kết       | DNQ          | –           |

Từ khóa
- † Khán giả mùa 2020 bị giảm do tác động của đại dịch COVID-19.

## Lịch sử thi đấu
- Japan Soccer League Division 1: 1965–1990 (với tên gọi Yanmar Diesel)
- Japan Soccer League Division 2: 1991 (với tên gọi Yanmar Diesel)
- Japan Football League Division 1: 1992–94 (với tên gọi Yanmar Diesel đến năm 1993; Cerezo Osaka từ năm 1994)
- J1 League: 1995–2001
- J2 League: 2002
- J1 League: 2003–2006
- J2 League: 2007–2009
- J1 League: 2010–2014
- J2 League: 2015–2016
- J1 League: 2017–nay

## Cầu thủ

### Đội hình hiện tại
Tính đến 5 tháng 9 năm 2021
Ghi chú: Quốc kỳ chỉ đội tuyển quốc gia được xác định rõ trong điều lệ tư cách FIFA. Các cầu thủ có thể giữ hơn một quốc tịch ngoài FIFA.
| Số | VT | Quốc gia  | Cầu thủ            |
| -- | -- | --------- | ------------------ |
| 2  | HV | Nhật Bản  | Matsuda Riku       |
| 3  | HV | Nhật Bản  | Shindo Ryosuke     |
| 4  | TV | Nhật Bản  | Harakawa Riki      |
| 5  | TV | Nhật Bản  | Fujita Naoyuki     |
| 6  | HV | Brasil    | Tiago Pagnussat    |
| 28 | HV | Indonesia | Justin Hubner      |
| 10 | HV | Nhật Bản  | Kiyotake Hiroshi   |
| 13 | TĐ | Nhật Bản  | Takagi Toshiyuki   |
| 14 | HV | Nhật Bản  | Maruhashi Yusuke   |
| —  | HV | Croatia   | Matej Jonjić       |
| 16 | HV | Nhật Bản  | Arai Naoto         |
| 17 | TV | Nhật Bản  | Sakamoto Tatsuhiro |
| 18 | TV | Nhật Bản  | Nishikawa Jun      |
| 19 | TV | Nhật Bản  | Tameda Hirotaka    |
| 20 | TĐ | Nhật Bản  | Ōkubo Yoshito      |
| 21 | TM | Hàn Quốc  | Kim Jin-hyeon      |

| Số | VT | Quốc gia | Cầu thủ           |
| -- | -- | -------- | ----------------- |
| 22 | TĐ | Nhật Bản | Matsuda Riki      |
| 23 | TĐ | Nhật Bản | Inui Takashi      |
| 24 | HV | Nhật Bản | Toriumi Koji      |
| 25 | TV | Nhật Bản | Okuno Hiroaki     |
| 26 | HV | Nhật Bản | Koike Yuta        |
| 28 | TĐ | Nhật Bản | Nakajima Motohiko |
| 29 | TĐ | Nhật Bản | Kato Mutsuki      |
| 30 | TV | Nhật Bản | Kida Hinata       |
| 31 | TĐ | Nhật Bản | Fujio Shota       |
| 32 | TĐ | Nhật Bản | Toyokawa Yuta     |
| 33 | HV | Nhật Bản | Nishio Ryuya      |
| 34 | TĐ | Nhật Bản | Yamada Hiroto     |
| 36 | TĐ | Nhật Bản | Sawakami Ryuji    |
| 43 | HV | Brasil   | Dankler           |
| 48 | TM | Nhật Bản | Haruna Ryusei     |
| 49 | TM | Nhật Bản | Shimonaka Ryoga   |

### Cho mượn
Tính đến ngày 9 tháng 2 năm 2021.
Ghi chú: Quốc kỳ chỉ đội tuyển quốc gia được xác định rõ trong điều lệ tư cách FIFA. Các cầu thủ có thể giữ hơn một quốc tịch ngoài FIFA.
| Số | VT | Quốc gia | Cầu thủ                                   |
| -- | -- | -------- | ----------------------------------------- |
| —  | TM | Nhật Bản | Nagaishi Takumi (tại Avispa Fukuoka)      |
| —  | TM | Nhật Bản | Mogi Shu (tại Machida Zelvia)             |
| —  | HV | Nhật Bản | Morishita Reiya (tại Machida Zelvia)      |
| —  | HV | Nhật Bản | Shoji Honoya (tại Zweigen Kanazawa)       |
| —  | HV | Nhật Bản | Tabira Tatsuya (tại Iwate Grulla Morioka) |
| —  | HV | Nhật Bản | Funaki Kakeru (tại SC Sagamihara)         |

| Số | VT | Quốc gia | Cầu thủ                                  |
| -- | -- | -------- | ---------------------------------------- |
| —  | TV | Nhật Bản | Akiyama Daichi (tại Gainare Tottori)     |
| —  | TV | Nhật Bản | Matsumoto Nagi (tại Tochigi SC)          |
| —  | TV | Nhật Bản | Yoshinare Takaya (tại Kamatamare Sanuki) |
| —  | TV | Nhật Bản | Yamane Towa (tại Mito HollyHock)         |
| —  | TĐ | Nhật Bản | Shota Fujio (tại Mito HollyHock)         |
| —  | TĐ | Nhật Bản | Sawakami Ryuji (tại SC Sagamihara)       |

## Danh hiệu

### Yanmar Osaka
- Japan Soccer League: (4) 1971, 1974, 1975, 1980
- JSL Cup: (3) 1973 (chia sẻ), 1983, 1984
- Cúp Hoàng đế
  - Vô địch (3): 1968, 1970, 1974
  - Á quân (3): 1994, 2001, 2003

### Cerezo Osaka
- Japan Football League: (1) 1994

## Huấn luyện viên
| Huấn luyện viên     | Quốc tịch            | Giai đoạn            |
| ------------------- | -------------------- | -------------------- |
| Paulo Emilio        | Brasil               | 1994–96              |
| Hiroshi Sowa        | Nhật Bản             | 1/1/1996–31/12/1996  |
| Levir Culpi         | Brasil               | 1/2/1997–31/12/1997  |
| Yasutaro Matsuki    | Nhật Bản             | 1998                 |
| René Desaeyere      | Bỉ                   | 1999                 |
| Hiroshi Soejima     | Nhật Bản             | 1/1/2000–1/8/2001    |
| João Carlos         | Brasil               | 2001                 |
| Akihiro Nishimura   | Nhật Bản             | 2001–03              |
| Yuji Tsukada        | Nhật Bản             | 2003                 |
| Petar Nadoveza      | Croatia              | 2004                 |
| Fuad Muzurović      | Bosna và Hercegovina | 2004                 |
| Albert Pobor        | Croatia              | 2004                 |
| Shinji Kobayashi    | Nhật Bản             | 1/7/004 – 17/4/2006  |
| Yuji Tsukada        | Nhật Bản             | 18/4/2006–31/12/2006 |
| Satoshi Tsunami     | Nhật Bản             | 1/1/2007–7/5/2007    |
| Levir Culpi         | Brasil               | 8/5/2007–31/12/2011  |
| Sérgio Soares       | Brasil               | 1/1/2012–26/8/2012   |
| Levir Culpi         | Brasil               | 27/8/2012–11/12/2013 |
| Ranko Popović       | Serbia               | 1/1/2014–9/6/2014    |
| Marco Pezzaiuoli    | Đức                  | 16/6/2014–8/9/2014   |
| Yuji Okuma          | Nhật Bản             | 8/9/2014–16/12/2014  |
| Paulo Autuori       | Brasil               | 1/1/2015–17/11/2015  |
| Kiyoshi Okuma       | Nhật Bản             | 17/11/2015–31/1/2017 |
| Yoon Jong-hwan      | Hàn Quốc             | 1/1/2017–31/12/2018  |
| Miguel Ángel Lotina | Tây Ban Nha          | 1/1/2019–31/1/2021   |
| Levir Culpi         | Brasil               | 1/1/2021–26/8/2021   |
| Akio Kogiku         | Nhật Bản             | 26/8/2021–           |

## Lịch sử nhà tài trợ
| Năm  | Ngực               | Tay áo                     | Lưng               | Quần        | Tài trợ trang phục |
| 1994 | CAPCOM /Nippon Ham | Yanmar                     | Nippon Ham /CAPCOM | -           | Mizuno             |
| 1995 | Nippon Ham         | Yanmar                     | CAPCOM             | -           | Mizuno             |
| 1996 | Nippon Ham         | Yanmar                     | CAPCOM             | -           | Mizuno             |
| 1997 | Nippon Ham         | Olympic Bid Committee 2008 | Yanmar             | -           | Mizuno             |
| 1998 | Nippon Ham         | Olympic Bid Committee 2008 | Yanmar             | -           | Mizuno             |
| 1999 | Nippon Ham         | -                          | Yanmar             | -           | Mizuno             |
| 2000 | Nippon Ham         | Tamanoi Vinegar            | Yanmar             | -           | Mizuno             |
| 2001 | Nippon Ham         | Tamanoi Vinegar            | Yanmar             | -           | Mizuno             |
| 2002 | Nippon Ham         | Tamanoi Vinegar            | Yanmar             | Daiso House | Mizuno             |
| 2003 | Nippon Ham         | Tamanoi Vinegar            | Yanmar             | Daiso       | Mizuno             |
| 2004 | Nippon Ham         | Tamanoi Vinegar            | Yanmar             | SPORTS DEPO | Mizuno             |
| 2005 | Nippon Ham         | Tamanoi Vinegar            | Yanmar             | SPORTS DEPO | Mizuno             |
| 2006 | Yanmar             | SUPER H2O                  | Nippon Ham         | SPORTS DEPO | Mizuno             |
| 2007 | Yanmar             | OSAKA PiTaPa               | Nippon Ham         | SPORTS DEPO | Mizuno             |
| 2008 | Yanmar             | OSAKA PiTaPa               | Nippon Ham         | SPORTS DEPO | Mizuno             |
| 2009 | Yanmar             | -                          | Nippon Ham         | SPORTS DEPO | Mizuno             |
| 2010 | Yanmar             | KINCHO                     | Nippon Ham         | SANYU       | Mizuno             |
| 2011 | Yanmar             | KINCHO                     | Nippon Ham         | SANYU       | Mizuno             |
| 2012 | Yanmar             | KINCHO                     | Nippon Ham         | SANYU       | Mizuno             |
| 2013 | Yanmar             | KINCHO                     | Nippon Ham         | SANYU       | Mizuno             |
| 2014 | Yanmar             | KINCHO                     | Nippon Ham         | SANYU       | Mizuno             |
| 2015 | Yanmar             | KINCHO                     | Nippon Ham         | SANYU       | Puma               |

## Khẩu hiệu
| Năm  | Khẩu hiệu                                                           |
| 1994 | Jump To J！                                                         |
| 1995 | To Be Professional (真のプロフェッショナルをめざして)               |
| 2002 | Passion to the Top                                                  |
| 2003 | PASSION SOUL (情熱魂)                                               |
| 2004 | Be ONE!                                                             |
| 2005 | 日々進化 (Evolving daily)                                           |
| 2006 | さらなる挑戦 (A Further Challenge)                                  |
| 2007 | 猛進 (Rush)                                                         |
| 2008 | YOU ARE MY HEART                                                    |
| 2009 | ユアマイハート (You Are my Heart)                                   |
| 2010 | 攻めきる。~最後の笛が鳴るまで (Attack Until The Last Whistle Blows) |
| 2011 | 攻めきるMAXかかげよ桜冠 (Attack To The Max, Raise The Cherry Crown) |
| 2012 | 追球 THE CEREZO (Pursuit)                                           |
| 2013 | 冒険 ココロ躍れ                                                     |
| 2014 | 史上最攻 時は、来た。                                               |
| 2015 | For The Top of Dreams (夢の頂に向かって)                            |

## Trong văn hóa đại chíng
Trong bộ truyện manga nổi tiếng Đội trưởng Tsubasa, một nhân vật tên Teppei Kisugi trở thành cầu thủ chuyên nghiệp và gia nhập Cerezo Osaka.